# Liedercircus
Der Liedercircus war eine Musiksendung für Chanson und Liedermacher im ZDF.
Die Sendung wurde von Gerd Bauer und Hans R. Beierlein erdacht. In ihr traten anspruchsvolle Liedermacher, Chansoniers und auch Kabarettisten auf. Moderiert wurde die Sendung von Michael Heltau, kurzzeitig von Margot Werner und ab 1979 von Helga Guitton.
Die auftretenden Künstler sangen vor einem Publikum in einer steil aufragenden, silberfarbenen Amphitheater-Kulisse.

## Künstler
Udo Lindenberg, Roger Whittaker, Gilbert Bécaud, France Gall, Françoise Hardy, Gitte Haenning, Ulla Meinecke, The Dubliners, Adamo, Georges Moustaki, Juliette Gréco, Hildegard Knef, Serge Gainsbourg, Dalida, Charles Aznavour, Reinhard Mey, Herman van Veen, Al Jarreau, Esther Galil, Karl Dall, André Heller uvm....

## Ausstrahlung
Etwa vier Mal im Jahr wurde eine Sendung im späteren Abendprogramm des ZDF ausgestrahlt.